# Комната фарфора

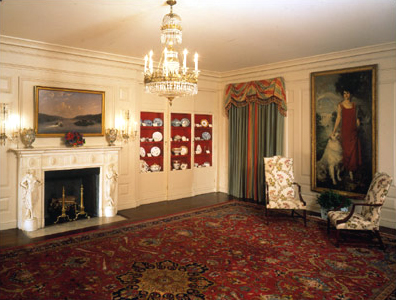
Комната фарфора, юго-восточная часть, время Клинтона. Справа — картина Грейс Кулидж работы Говарда Чендлера Кристи.

Первый этаж Белого дома, показывающий расположение Комнаты фарфора

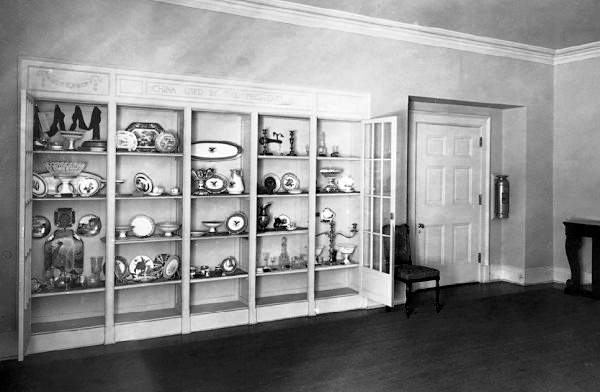
Комната фарфора в 1918 году во времена Вильсона, когда она называлась Президентской коллекцией северо-западная часть,

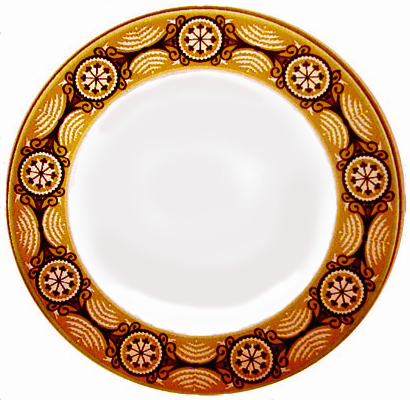
Государственный фарфоровый сервиз «Джеймс Мэдисон» был произведен в 1814 году на парижской фабрике Jean Népomucène Hermann Nast

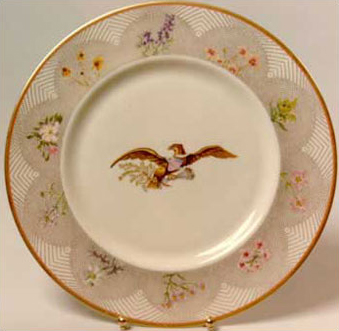
В государственном фарфоровом сервизе Линдона Джонсона представлены американские полевые цветы, он был произведен в Соединенных Штатах компанией Castleton China. Его выбрала первая леди Берд Джонсон.

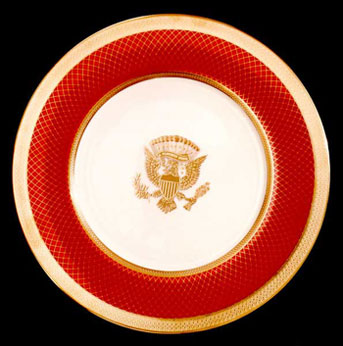
Государственный фарфоровый сервиз Рейгана был создан по образцу фарфора Вудро Вильсона и украшен печатью президента Соединенных Штатов из полированного золота на фоне слоновой кости с алой каймой. Фарфор был произведен в Соединенных Штатах компанией Lenox и подобран первой леди Нэнси Рейган.

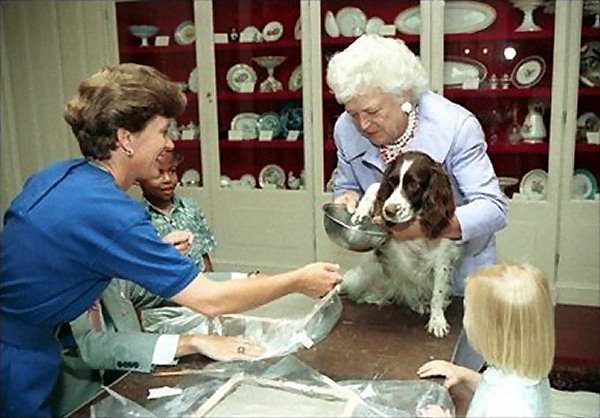
Барбара Буш в Комнате фарфора Белого дома, 1991 год. Милли, собака Барбары Буш.

Комната фарфора (англ. China Room) — комната на первом этаже Белого дома, резиденции президента США. Здесь выставлена коллекция государственного фарфора Белого дома. Коллекция варьируется от китайского экспортного фарфора времён Джорджа Вашингтона до сине-белой тематической коллекции Барака Обамы. Почти все администрации представлены определенной коллекцией. Некоторые из президентов не создавали собственного сервиза. Администрация Трампа не создала коллекцию ввиду дороговизны. Вместо этого в основном использовался фарфор, созданный Хиллари Клинтон. Комната часто используется первой леди для чаепитий, встреч и небольших приемов.

## Обновление
До конца 1902 года, когда во время ремонта под руководством Чарльза Маккима комната была переоборудована в общественное помещение, наряду с большой частью первого этажа она использовалась для хозяйства и хранения. Макким перестроил комнату с использованием деталей позднего георгианского периода, в том числе лепнины.

## Начало коллекции фарфора
Став первой леди в 1889 году, энтузиаст художественного фарфора супруга Бенджамина Гаррисона Кэролайн Лавиния Скотт (1832–1892) начала собирать и восстанавливать фарфор от предыдущих администраций, который она в конечном итоге разместила в частной семейной столовой особняка. Ее преемница, супруга Теодора Рузвельта Эдит Кермит Кэроу (1861–1948) отметила усилия журналистки Эбби Ганн Бейкер (1860–1923) по исследованию растущей собрания фарфора, что позволило ей как расширить, так и упорядочить коллекцию. Шкафы Движения искусств и ремесел разместили в коридоре первого этажа — пространстве, которое было определено как галерея во время реконструкции Белого дома Маккимом, Мидом и Уайтом в 1902 году. Переезд коллекции фарфора ознаменовал растущее признание исторических артефактов, связанных с американским президентством. Поврежденный же фарфор был еще ранее продан или подарен при администрации Мак-Кинли.
В 1917 году первая леди Эдит Боллинг Уилсон признала необходимость увеличения места для коллекции по предложениям Бейкер и главного распорядителя Белого дома Ирвина Гувера (Irwin Hood "Ike" Hoover, 1871–1933). Бейкер продолжал исследовать историю Белого дома, особенно его знаменитой посуды. Он утверждал, что история ускользнет без официального вмешательства. В ответ г-жа Уилсон вместе с Гувером обследовала первый этаж, определив большую комнату на юго-востоке, рядом с Залом дипломатических приемов, как новую «Комнату президентских коллекций». Она также одобрила оснащение помещения встроенными шкафами для выставки фарфора. Над каждым из трех отсеков встроенных настенных шкафов возвышались надписи «Президентский фарфор» (CHINA USED BY THE PRESIDENTS).

## Периоды Трумэна и Кеннеди
Во время ремонта Трумэна в 1948–1952 годах стены комнаты были обшиты панелями из утилизированной сосновой древесины, прежде использованной в других частях Белого дома. Архитектор Уильям Адамс Делано украсил комнату карнизами в средне-георгианском стиле. К сожалению, архитектор не воспроизвел глубину убранных шкафов эпохи Вильсона, что не позволило включить в реконструированный интерьер важную стоячую чашу для пунша администрации Пирса, восстановленную миссис Харрисон. Впоследствии этот предмет был выставлен в отдельной витрине. Панели эпохи Трумэна оставались неокрашенными до периода Кеннеди. В 1963 году французский дизайнер интерьеров Стефан Буден (1888–1967) из парижской фирмы Maison Jansen покрыл их тремя оттенками серого с белой окантовкой. Угловые кронштейны, входящие в состав дверей витрины, в это время были сняты. Внутренняя часть витрин была обтянута красным бархатом, а пол был покрыт произведенным Stark Carpet Corporation ковром с узором «Снежинка» аналогичного оттенка. На единственное окно были повешены отороченные красно-белой шелковой бахромой серые бархатные портьеры. Классический мраморный камин начала XIX века заменил георгианскую окантовку времен Трумэна.

## Ремонт Никсона
Комнату переделала в 1970 году первая леди Пэт Никсон при содействии куратора Белого дома Клемента Конгера и архитектора Эдварда Джонса. Молдинг эпохи Трумэна был удален и заменен карнизом периода федеральной архитектуры. Стены выкрасили в однородный кремово-белый цвет. Красный цвет, определяемый красным платьем на портрете первой леди Грейс Кулидж с ее белым колли Робом Роем, написанном Говардом Чендлером Кристи в 1924 году, был сохранен. Полки витрины по-прежнему были обтянуты красным бархатом.

## Коллекция фарфора
Коллекция расположена в хронологическом порядке, начиная справа от камина на восточной стене. Хотя не каждая администрация создавала собственный фарфоровый сервиз, от каждой коллекции хотя бы часть предметов сохранена в этой комнате. Значительное количество сервизов XIX века до сих пор используются для небольших обедов в президентской столовой на втором этаже. Картеры предпочитали использовать для особых случаев фарфор Линкольнов Solferino с фиолетовой каймой. Хотя Рейганы славились своим красно-золотым сервизом, они также любили использовать фарфор Линкольна. Клинтоны широко пользовались сервизами Рейгана и Трумэна для государственных обедов. На небольших семейных обедах, особенно по праздникам, они отдавали предпочтение фарфору Хейса с изображением американской флоры и фауны.

## Обстановка
На полу лежит индо-исфаханский ковер начала двадцатого века. В комнате висит хрустальная люстра в стиле Регентства. Пара супниц конца восемнадцатого века на каминной полке покрыта красной и зеленой глазурью и послужила источником цветовой гаммы для драпировок из шелковой тафты в зеленую и красную полоску. Перед портретом миссис Кулидж расположены два кресла с высокими спинками с обивкой цвета слоновой кости и мха, изготовленные в начале девятнадцатого века. У восточной стены расположен английский камин в неоклассическом стиле. Над камином повешена работа Фердинанда Ричардта (Ferdinand Richardt) «Вид на Миссисипи в пятидесяти семи милях ниже водопада Сент-Энтони, Миннеаполис» (View on the Mississippi Fifty-Seven Miles Below St. Anthony Falls, Minneapolis), завершенная в 1858 году.